# Lancaster (New Hampshire)
Pour les articles homonymes, voir Lancaster.
La ville de Lancaster  est le siège du comté de Coös, dans l'État du New Hampshire, aux États-Unis. Sa population s’élevait à 3 507 habitants lors du recensement de 2010, estimée à 3 259 habitants en 2017.